# Illet
Die Illet ist ein Fluss in Frankreich, der im Département Ille-et-Vilaine in der Region Bretagne verläuft. Sie entspringt unter dem Namen Ruisseau des Vallées beim Weiler Les Landelles im Gemeindegebiet von Saint-Aubin-du-Cormier, entwässert mit vielen Richtungsänderungen generell Richtung West bis Südwest und mündet nach rund 34 Kilometern an der Gemeindegrenze von Betton und Chevaigné als linker Nebenfluss in die Ille.

## Orte am Fluss
(Reihenfolge in Fließrichtung)
- Saint-Aubin-du-Cormier
- Gosné
- Ercé-près-Liffré
- Chasné-sur-Illet
- Mouazé
- Chevaigné